# Laktatäquivalent
Das Laktatäquivalent ist ein Begriff aus der Sportphysiologie und bezeichnet den Quotienten aus Laktat und Sauerstoffaufnahme.
Da die Sauerstoffaufnahme nur in der aufwendigen Spiroergometrie direkt bestimmt werden kann und sich im unteren Leistungsbereich bei Gesunden proportional zur Leistung verhält, wird in der Regel alternativ der Quotient aus Laktat und Leistung zur Berechnung genutzt. Die Leistung, bei der dieser Quotient ein Minimum erreicht, wird als individuelle aerobe Schwelle bezeichnet.